# عنايت خان
حضرة عنايت خان (1299 - 1345 هـ / 1882 - 1927 م) هو متصوف هندي، يعتبر مؤسس الحركة الصوفية الدولية.

## آثاره
- «يد الشعر - خمسة شعراء متصوفة من فارس» - ترجمه إلى العربية عيسى علي العاكوب.[4]
- «تعاليم المتصوفين» - ترجمه عن الروسية إلى العربية إبراهيم استنبولي.[5]

## روابط خارجية
- عنايت خان على موقع ميوزك برينز (الإنجليزية)
- عنايت خان على موقع إن إن دي بي (الإنجليزية)
- عنايت خان على موقع ديسكوغز (الإنجليزية)